# Vitis bellula
Vitis bellula là một loài thực vật hai lá mầm trong họ Nho. Loài này được (Rehder) W.T. Wang miêu tả khoa học đầu tiên năm 1979.